# سلاتینانی
سلاتینانی (به لاتین: Slatiňany) یک منطقهٔ مسکونی در جمهوری چک است که در ناحیه خرودیم واقع شده‌است. سلاتینانی ۴٬۱۸۵ نفر جمعیت دارد.